# Isthmura
Isthmura – rodzaj płazów ogoniastych z podrodziny Hemidactyliinae w rodzinie bezpłucnikowatych (Plethodontidae).

## Zasięg występowania
Rodzaj obejmuje gatunki występujące w górskim Meksyku od wschodnio-środkowego stanu Sonora i sąsiedniego stanu Chihuahua w Sierra Madre Zachodnia i od południowego stanu Tamaulipas w Sierra Madre Wschodnia na południe przez stany Nayarit i Zacatecas, do Tlaxcala, Hidalgo, zachodnio-środkowego Veracruz i Sierra Madre Południowa ze stanami Guerrero i Oaxaca.

## Systematyka

### Etymologia
Isthmura: gr. ισθμος isthmos „przesmyk”; ουρα oura „ogon”

### Podział systematyczny
Takson opisany pierwotnie jako podrodzaj w Pseudoeurycea, do rangi rodzaju wyodrębniony w 2015 roku. Do rodzaju należą następujące gatunki:
- Isthmura bellii (Gray, 1850)
- Isthmura boneti (Alvarez & Martín, 1967)
- Isthmura corrugata Sandoval-Comte, Pineda-Arredondo, Rovito & Luría-Manzano, 2017
- Isthmura gigantea (Taylor, 1939)
- Isthmura maxima (Parra-Olea, García-París, Papenfuss & Wake, 2005)
- Isthmura naucampatepetl (Parra-Olea, Papenfuss & Wake, 2001)
- Isthmura sierraoccidentalis (Lowe, Jones & Wright, 1968)